# Maarten Goffin
Maarten Goffin (9 januari 1983) is een Vlaams acteur, regisseur en scenarist.

## Biografie
Maarten Goffin is in Brazilië geboren, werd geadopteerd, groeide op in De Klinge en studeerde dramatische kunsten aan het Lemmensinstituut te Leuven. Hij is scenarist van enkele toneelstukken en kortfilms.

## Filmografie

### Tv-series
- Spoed (2008) - Kinesist
- Vermist (2008) - Leroy Banze
- Witse (2008) - Dokter Aerts
- Thuis (2009) - Lenny
- Familie (2009-2010, 2016) - Sasha Verhegstrate
- Wolven (2012-2013) - Tarik Ibdalkassem
- Zone Stad (2012) - Moussa Koné
- En toen kwam ons ma binnen (sketchprogramma) (2013-2014) - diverse typetjes
- GoGoGo! (2014-2016) - Joessef
- The Missing (2014) - Matthieu
- Spitsbroers (2015, 2017) - Farouk El Hamzi
- Niko op de vlucht (2016) - Sasha Verhegstrate
- Campus 12 (2020) - Ivan Novak
- Familie (2021) - Bob
- 3Hz (2023) - Felix (oud)
- Life Happens (2025-heden) - Thibo

### Tv- en langspeelfilms
- 2005: Club Vanilla (korte film)
- 2007: Vermist: Leroy Banze
- 2010: The Eagle Path: Thomas
- 2010: Wolf: Tarik Ibdalkassem (cfr. supra serie Wolven)

## Theaterwerk
In het theater stond hij met Hard to get op de planken. 
Hij regisseerde Zondaars voor het Theatercollectief Bleeding Bulls.
Goffin werkte ook mee aan een project van Bleeding Bulls & Troupe Yam Wekre (met acteurs uit Burkina Faso tussen de 15 en de 25 jaar oud). De voorstelling die hij samen met Hendrik Aerts heeft gemaakt wordt zowel opgevoerd in Burkina Faso als in België.